# Respect Production
«Respect Production» — російська фірма звукозапису, заснована 1 жовтня 2000 року в Москві. Спочатку «Respect Production» займався винятково хіп-хопом, та згодом почав працювати й в інших музичних жанрах.

## Дієпис
У 2000 році Аркадій Слуцьковський, що був директором компанії «Видеосервис», почувши касету «Трёхмерные рифмы» запропонував ростовському гурту «Каста» співпрацю. Як результат 1 жовтня 2000 року в Москві засновали фірму звукозапису «Respect Production», назву якої вигадав учасник гурту Владислав Лешкевич, більш відомий за псевдонімом Владі. Першим продуктом фірми стало музичне відео на однойменну пісню гурту «Каста» — «Мы берём это на улицах».
2002 року до команди долучився репер Віктор Абрамов (Bugs), який фактично був PR-менеджером гурту «Каста». Цього ж року представлений перший альбом гурту «Громче воды, выше травы» та сольний альбом Владі «Что нам делать в Греции». На пісні «На порядок выше» та «Горячее время» відзняті відео, які ввійшли до трійки хіт-параду «MTV Росія».
Уже за рік «Respect Production» організувала репфестиваль «Наши люди», гедлайнером якого став нью-йоркський гурт «Onyx». Відтак фірма уклала угоду на випуск альбомів кількох репгуртів, серед яких московський «Ю.Г.», ставропольський «Крестная Семья», єкатеринбурзький «EK-Playaz» та казахський «Som Clan». Тоді й було перевидано альбом гурту «Каста» «Трёхмерные рифмы», який 1997 року виданий на касетах.
2004 року під лейблом «Respect Production» представлений перший альбом Смокі Мо «Кара‑Тэ», а також нові альбоми Shooroop, гуртів «Крестная Семья» і «Da B.O.M.B.», та сольний альбом Хаміля «Феникс». Протягом наступних двох років «Respect Production» активно видавав альбоми усталених та молодих репвиконавців, а 2007 року представив російському слухачеві репера Noize MC.
У 2008 році команду «Respect Production» залишили Аркадій Слуцьковський та Віктор Абрамов. Керувати фірмою продовжили Владі, Руслан Муннібаєв та новоспечений виконавчий продюсер Олександр Мірзаєв. За два роки фірма вперше від початку своєї діяльності уклала угоду з дівчиною — Марінессою — і видала її альбом «Восклицания». Згодом у «Respect Production» з'явився власний сайт, де об'єднали всіх виконавців, що випускають матеріал під їхнім лейблом.
Нині «Respect Production» співпрацює з гуртом «Каста» та окремо з його учасниками, репером Жарою та гуртами «Чаян Фамали» і «ГРОТ».